# Межпланетное пространство

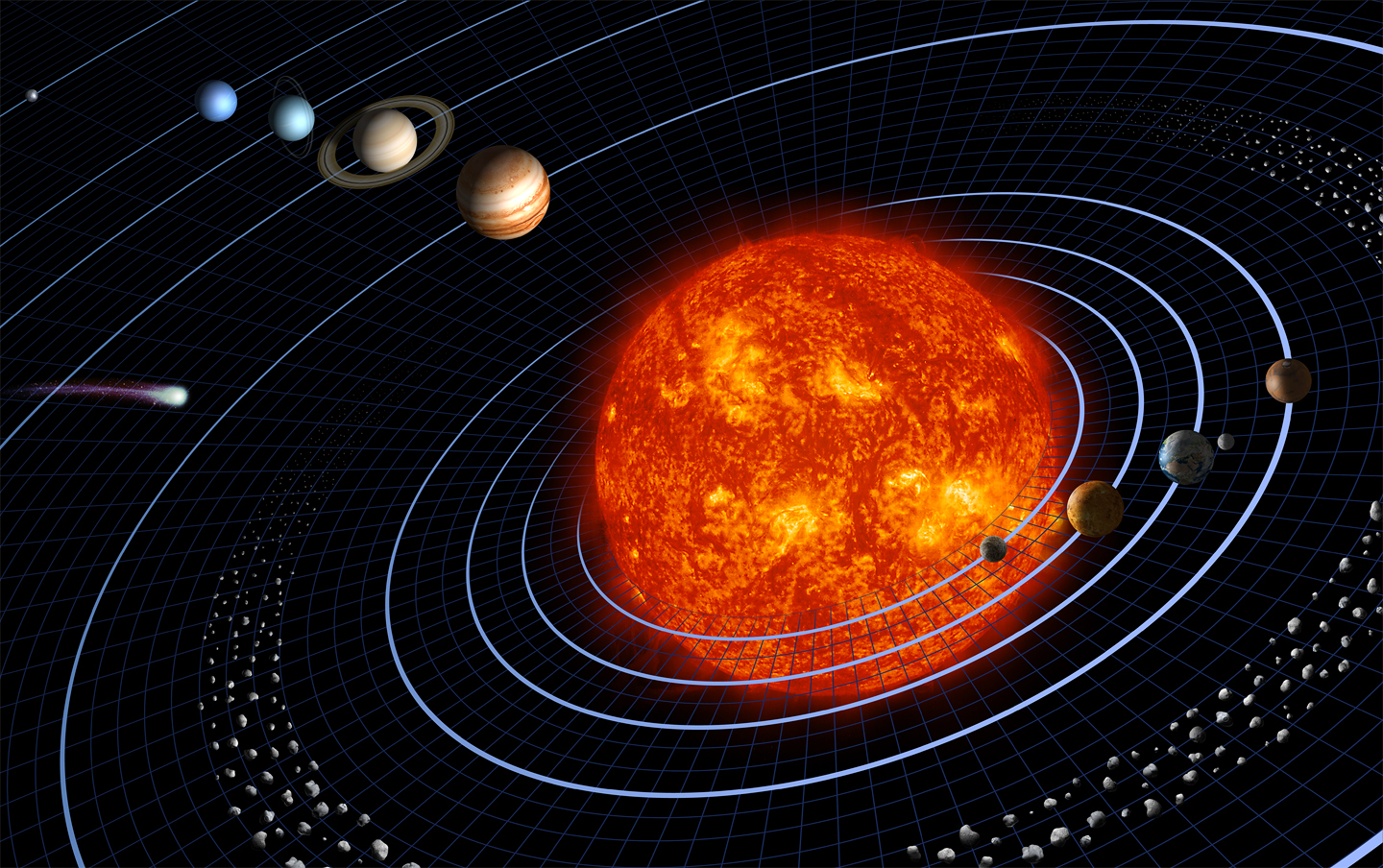
Иллюстрация НАСА: Солнечная система (масштаб не соблюдён).

Межплане́тное простра́нство — область космического пространства, ограниченная орбитой наиболее удалённой от звезды планеты.
Межпланетное пространство не является абсолютным вакуумом; оно заполнено межпланетной средой: плазмой, пылевой и газовой составляющими, и пронизано электромагнитным излучением Солнца и других небесных тел.
За условной границей межпланетного пространства находится межзвёздное пространство.
Температуру межпланетного пространства в конкретной точке определяют, как температуру небольшого шарика из абсолютно чёрного вещества, помещённого на соответствующем расстоянии от звезды (на орбите Земли такой шарик нагреется до 277 К).
К настоящему времени обнаружено множество звёзд, обладающих собственными планетными системами.

## Околосолнечное межпланетное пространство
Наиболее изученным является межпланетное пространство Солнечной системы. В настоящее время в околосолнечном межпланетном пространстве насчитывают восемь больших планет. Орбиты двух из них — Меркурия и Венеры — находятся ближе к Солнцу, чем орбита Земли. Земля — третья по удалённости от Солнца планета, ещё дальше расположены орбиты Марса, Юпитера, Сатурна, Урана и Нептуна. Последней планетой Солнечной системы больше 70 лет считался Плутон. Однако развитие космической техники наблюдений позволило астрономам обнаружить в окрестностях Солнца около десятка объектов похожего размера. Поэтому в августе 2006 года основным вопросом очередной конференции Международного астрономического союза (IAU) стал пересмотр понятия «планета». 24 августа 2006 года Плутону и ещё двум объектам Солнечной системы, Эриде и Церере, был присвоен статус карликовых планет. Таким образом, на сегодняшний день считается, что межпланетное пространство Солнечной системы ограничено орбитой восьмой планеты — Нептуна.
Четыре планеты земной группы (Меркурий, Венера, Земля и Марс) представляют собой каменистые шары, остальные — так называемые «газовые гиганты» — являются уменьшенной копией Солнечной системы с большим количеством спутников, некоторые из которых имеют размеры, сравнимые с планетами земной группы.
Между орбитами Марса и Юпитера находится пояс астероидов, являющийся источником метеоритов, бомбардирующих поверхности внутренних планет. Следы этой бомбардировки можно видеть на испещрённой кратерами поверхности Луны, Марса и Меркурия. Даже на защищённой плотной атмосферой Земле обнаружено более 150 кратеров от столкновений с метеоритами.